# Литовское дворянство
Литовское дворянство — юридически привилегированный класс в Великом княжестве Литовском, состоящий из коренного населения, проживавшего в исторических районах Литвы: одноимённом районе и Жемайтии даже после восточной экспансии Литвы из русских дворянских семей (бояр). Семьям в первую очередь предоставлялись льготы для военной службы в составе Великого княжества. Речь Посполитая имела один из крупнейших процентов дворянского населения в Европе - примерно 10 % населения. В некоторых регионах, например в Жемайтии, дворян насчитывалось около 12 %.

## В Великом княжестве Литовском
До правления Миндовга мелкие представители знати назывались bajorai (единственное число — bajoras), а крупные дворяне kunigai (единственное число — kunigas), от старого немецкого языка: kunig, что означает «король», или литовского kunigaikštis, обычно переводится как «герцог», на латинском означает dux. Знать произошла от племенных вождей, которые в основном отвечали за ведение войн и организацию походов на вражеские территории. После создания единого государства, они постепенно стали подчинять себе больших князей, а позже и короля Литвы. После смерти Миндовга все литовские правители носили титул великого князя (лит. Didysis kunigaikštis), или короля (использовался Гедимином). Этническая литовская знать имела разные имена по сравнению с простолюдинами, а их имена состояли из двух стеблей. Большие благородные семьи обычно использовали литовское языческое имя своих предков как фамилию своих семей (напр. Гаштольды, Радзивиллы, Остиковичи, Кезгайлы). Те семьи, которые приобретали большое богатство, становились магнатами. Их представители соответственно Ян Гаштольд, Радзивилл Остикович, Остик и Кезгайло Волимонтович. Вышеупомянутым семьям были предоставлены соответствующие польские гербы после подписания Городельской унии в 1413 году. В то время как на раннем этапе знать была почти вся литовской, с территориальной экспансией всё больше русинский семей присоединились к литовскому дворянству. Ещё в XVI веке несколько русинских знатных семей стали называть себя Gente Ruthenus, natione Lithuanus. Хорошим примером является семья Ходкевичей, который приписывали свою родословную в Палату Гедиминовичей. По результатам военной переписи 1528 года, этнических литовских всадников было 5730, в то время как русинских всадников насчитывалось 5372.

## Эволюция
В конце XIV века великие князья Ягайло и Скиргайло начали формирование профессиональной армии. Вместо вызова всех людей на войну, должен быть сформирован класс профессиональных воинов bajorai («будущие дворяне»). В начале XV века Витовт продолжил реформу армии Великого княжества Литовского: так как не было достаточного количества воинов, Витовт освободил солдат от налогов и труда на земле, предоставив им звание veldamai, статус зависимых крестьян. Сначала земля была дана обслуживающим её мужчинам до смерти (бенефиции), но в течение XIV—XV веков большинство из них стали достоянием, предоставляемым по распоряжению монарха. В то время как на протяжении всего XIV века великий князь обладал собственностью в ⅔ земли государства, область его прямого владения снизилось до ⅓ в 1569 году. В XV веке благородный социальный класс был уже сформирован полностью на всей территории Литвы; в течение довольно длительного времени социальная мобильность оставалась открытой, и любой мог стать дворянином в качестве награды за заслуги перед великим князем. Со временем влияние мелких дворян сократилось, а крупные дворяне приобретали всё больше и больше власти, особенно во время междуцарствия после смерти Витовта. Наиболее богатые семьи отличались от других дворян наличием латифундий в разных землях, включая литовские, русинские и даже польские.
В XV веке самые крупные землевладельцы стали называть себя «лорды» (ponai или didikai), и была создана Рада Великого княжества Литовского, призванная представлять их интересы. Со временем большинство из них получили титулы, такие как герцоги и графы, позаимствованные из Священной Римской империи. В XVI веке литовское дворянство перестало называть себя bajorai; они приняли польский термин «шляхта» (лит. šlėkta). Арендодатели называли себя ziemionys или ziemiane.

## Привилегии
После распределения государственной земли великий князь стал зависимым от крупных феодалов, которые начали требовать больше свобод и привилегий. Дворяне получили административную и судебную власть в своих владениях и увеличили своё участие в государственной политике. Правовой статус дворянства был основан на нескольких льготах, предоставленных великим князем: 
- В 1387 году Ягайло предоставил привилегии дворянам и солдатам. Они получили личные права, в том числе право наследования и распоряжения землёй, а также имениями, унаследованными от предков или полученными в подарок от великого князя. В то же время, дворяне имели обязанности служить в армии, участвовать в постройке замков, мостов, дорог.
- В 1413 году Витовт и Ягайло подписали Городельскую унию. Уния возобновляла польско-литовский союз и создавала общий сейм, гарантировала право на наследование земель, подаренных великим князем. Сорок семь литовских дворянских семей получили польские гербы. Большая часть veldamai стала крепостными.
- Привилегия Ягайло в 1432 году по сути повторила предыдущие акты. Военная служба остаётся основным средством для получения земли.
- Привилегия 6 мая 1434 года был предоставлена Сигизмундом Кейстутовичем для католической и православной знати. Им были предоставлены гарантии свободного распоряжения своей землёй. Важно отметить, что закон также запрещал преследование без справедливого судебного разбирательства.
- В 1447 году Казимир IV ограничил назначение должностей в католической церкви или государственных учреждениях людьми из Литвы. Некоторые дворяне были освобождены от своих обязательств великому князю. Эта привилегия также ознаменовала начало крепостного права в Литве, так как крестьяне были удалены из юрисдикции великого князя.
- В 1492 году привилегия Александра Ягеллончика возобновляла привилегию 1447 года, и добавилось ещё несколько положений, наиболее важным из которых было ограниченные права великого князя в отношении внешней политики. Великий князь стал зависимым от Рады. Без согласия Рады ни один высокопоставленный чиновник не может быть отстранён с занимаемой должности. Назначение на нижние государственные посты должно было происходить в присутствии воевод Вильнюса, Трока и других воеводств. Привилегия также запретила продавать различные государственные и церковные должности дворянству. Таким образом, великий князь был лишён возможности использовать конфликты между высшим и низшим дворянством, извлекая прибыль через продажу своих должностей. Эта привилегия также означала, что жители города не могли стать чиновниками.
- В 1506 году Сигизмунд I подтвердил позицию Рады в государственной политике и ограничение платного перехода в благородный класс.
- 1 апреля 1557 года Сигизмунд II Август инициировал аграрную реформу, которая завершила формирование крепостного права. Реализация крепостного права лишала крестьян собственности на землю, а также лишала личных прав, делая полностью зависимыми от дворян.
- Люблинская уния в 1569 году создала новое государство, Речь Посполитую. Дворянству было предоставлено право избирать общего правителя для Польши и Литвы.
- Третий Статут Литвы, изданный в 1588 году, ещё больше расширил права дворян. Теперь законы могли приниматься только Сеймом Речи Посполитой. Дворянству было предоставлено освобождение от налогов, правовые, административные привилегии. Статут завершил разделение между дворянством, крестьянами и горожанами. Большинство прав дворянства было сохранено даже после третьего раздела Речи Посполитой в 1795 году.

## Связи с Польшей
После подписания Городельской унии в 1413 году, литовская знать приобрела те же права, что и правящий класс Польши. В течение следующих столетий литовская знать начала сливаться с польской знатью. Процесс полонизации ускорился после подписания Люблинской унии. Литовская знать самостоятельно ополячилась, заменив литовский и русинский языки на польский, хотя процесс шёл столетия. В XVI веке среди литовской знати была популярна новая теория, в которой утверждалось, что литовская знать выделилась из римской, и в литовский язык просто превратился латинский язык. В 1595 году Микалоюс Даукша обратился к литовским благородным слоям с призывом больше использовать литовский язык в государственной жизни. Тем не менее от использования литовского языка постепенно отказались, и польский язык стал основным в делах Великого княжества Литовского в конце XVII века. Сначала только семьи литовских магнатов подверглись полонизации, хотя многие из семей, такие как Радзивиллы, оставались верны Великому княжеству Литовскому и охраняли свой суверенитет от Польши. Постепенно полонизация распространилась на широкие слои населения, большая часть дворянства Литвы стала шляхтой обеих наций. Тем не менее литовская знать сохранила свою национальную идентичность с Великим княжеством, и в большинстве случаев признавали литовские корни своих семей; их лидеры будут по-прежнему представлять интересы Великого княжества Литовского в сейме и при королевском дворе.
Литовский язык использовался во время восстания Костюшко в прокламации, которая призывала «подняться за нашу и вашу свободу». И литовские дворяне действительно поддержали призыв, встав на борьбу за независимость своей нации.

## После разделов Речи Посполитой
Меньшая часть литовской знати ещё сохраняла литовский язык, когда после разделов Речи Посполитой основная часть бывшего Великого княжества Литовского оказалась под контролем Российской империи. Ситуация ухудшилась в годы правления Николая I. После восстания имперские чиновники хотели минимизировать социальную базу для следующего потенциального восстания и, решили сократить благородный класс. В период 1833 — 1860 годов, 25692 человек в Виленской губернии и 17 032 человек в Ковенской губернии потеряло статус дворян. Они не могли доказать свой статус правами монархов или собственности на землю. Они не теряли личную свободу, но были назначены как однодворцы в сельских районах и в качестве мещан в городах.
В связи с восстанием в 1863 году царские власти объявили о проведении политики русификации, о запрете на литовскую латиницу. В XIX веке в Литве в самоидентификации часто использовалась латинская формула Gente Lithuanus, natione Polonus («литовец по рождению, поляк по национальности»). С польской культурой развивается и один из первичных очагов сопротивления Российской империи, в ответ на политику русификации началась полонизация. Ещё больший процент литовского дворянства ополячился и принял польскую идентичность в конце XIX века. Результаты переписи 1897 года показали, что 27,7% из дворян, проживающих в пределах современных границ Литвы, признают литовский язык родным. Это число было ещё выше в Ковенской губернии, где 36,6% дворян признавали литовский язык в качестве родного языка.
Процессы полонизации и русификации шли вместе с процессом литовского национального возрождения, который также начался в то время. Несмотря на то, что движущей силой этого движения были низшие классы, ряд дворян вновь принял свои литовские корни.
После получения независимости, в межвоенные годы, правительство Литвы провело земельную реформу, которая наложила ограничения на площадь владений. Она не должна была превышать 150 га. Происходила конфискация земли у тех дворян, которые поддерживали поляков в ходе польско-литовской войны. Многие представители литовской знати в течение межвоенного времени и после Второй мировой войны эмигрировали в Польшу, многие были депортированы в Сибирь в годы сталинских репрессий 1945 — 1953 годов, многие усадьбы были уничтожены. Литовская ассоциация дворянства была создана в 1994 году.

## Геральдика
Самая древняя геральдика имеет мотив скрещённых стрел. В результате заключения Городельской унии в 1413 году, 47 литовских дворянских родов приняли польские гербы. Позже всё больше семей принимали польские гербы.

## Влиятельные литовские семьи

### Семьи из этнической Литвы
Олельковичи-Слуцкие, Остиковичи, Чарторыйские, Гедиминовичи, Гедройцы, Гаштольды, Корсаки (Корсакас), Кезгайлы, Гольшанские, Пацы, Радзивиллы, Саковичи, Судимонтовичи, Свирские, Воловичи, Монтовты.

### Семьи из русских областей
Ходкевичи, Данилевичи, Глебовичи, Огинские, Острожские, Сапеги, Тышкевичи, Крупские, Заславские, Вишневецкие, Крицкие, Высоцкие.

### Семьи из Ливонии
Плятеры, Тизенгаузены, Рёмеры.